# علي محمود
علي محمود (1878 - 1946) شيخ وقارئ قرآن مصري وسيد القراء وإمام المنشدين في عصره. وهو صاحب مدرسة عريقة في التلاوة والإنشاد تتلمذ فيها كل من جاءوا بعده من القراء والمنشدين.

## مولده ونشأته
من مواليد سنة 1878 في حارة درب الحجازي، كفر الزغاري، قسم الجمالية، حي الحسين، القاهرة لأسرة على قدر من اليسر والثراء. وقد أصيب وهو طفل في حادث وكانت النتيجة إصابة عينيه الاثنين بالعمى.

## شيوخه
التحق بالكتاب وحفظ القرآن الكريم ودرس علومه صغيراً، حيث حفظ القرآن على يد الشيخ أبو هاشم الشبراوي بكتاب مسجد فاطمة أم الغلام بالجمالية، ثم جوده وأخذ قراءاته على الشيخ مبروك حسنين، ثم درس الفقه على الشيخ عبد القادر المزني. ذاع صيته بعد ذلك قارئاً كبيراً وقرأ في مسجد الحسين فكان قارئه الأشهر، وعلا شأنه وصار حديث العامة والخاصة.
درس بعد ذلك الموسيقى على يد الشيخ إبراهيم المغربي، وعرف ضروب التلحين والعزف وحفظ الموشحات، كما درسها أيضاً على شيخ أرباب المغاني محمد عبد الرحيم المسلوب وحيد عصره وفريد دهره في الموسيقي. كما أخذ تطورات الموسيقى على الشيخ عثمان الموصلي وهو تركي استفاد منه في الإطلاع على الموسيقى التركية وخصائصها.

## شهرته
بعد كل هذه الدراسات الثرية، إضافة إلى موهبته الذهبية صار الشيخ علي محمود أحد أشهر أعلام مصر قارئاً ومنشداً ومطرباً. وصار قارئ مسجد الإمام الحسين الأساسي، وبلغ من عبقريته أنه كان يؤذن للجمعة في الحسين كل أسبوع أذاناً على مقام موسيقي لا يكرره إلا بعد سنة. كما صار منشد مصر الأول الذي لا يعلى عليه في تطوير وابتكار الأساليب والأنغام والجوابات.

## تلاميذه
من أشهر النوابغ الذين اكتشفهم الشيخ علي محمود القارئ العملاق الشيخ محمد رفعت الذي استمع إليه الشيخ علي مرة سنة 1918 م يقرأ وتنبأ له بمستقبل باهر وبكى عندما عرف أنه ضرير، وأفاد الشيخ رفعت في بداياته كثيراً من الشيخ علي محمود، وصار سيد قراء مصر وصوت الإسلام الصادح فيما بعد.
- الشيخ العبقري طه الفشني الذي كان عضواً في بطانة الشيخ علي وأفاد من خبرته الشئ العظيم، حتى صار سيد فن الإنشاد بعد الشيخ علي محمود
- الشيخ كامل يوسف البهتيمي القارئ والمنشد المعروف.
- الشيخ محمد الفيومي، وكان أحد أعضاء بطانته.
- الشيخ عبد السميع بيومي وكان كذلك أحد أعضاء بطانته.
- إمام الملحنين الشيخ زكريا أحمد الذي كان عضواً في بطانته، وتنبأ له الشيخ علي بمستقبل باهر في عالم الموسيقى ومد الله في عمر الشيخ علي حتى شاهد تلميذه سيد ملحني زمانه.
- الموسيقار محمد عبد الوهاب وقد تعلم عليه الكثير من فنون الموسيقى.
- سيدة الغناء العربي أم كلثوم
- المطربة أسمهان

## وفاته
رحل الشيخ علي محمود إلى جوار ربه في الحادي والعشرين من ديسمبر عام 1946 م تاركاً عدداً غير كثير من التسجيلات التي تعد تحفاً فنية رائعة.

## تسجيلاته الباقية
ترك الشيخ علي محمود عدداً محدوداً من التسجيلات وهي:

### التسجيلات القرآنية
موجودة في مكتبة الإذاعة المصرية وتذاع منها:
- الأنفال
- يوسف
- الكهف
- مريم
- الأنبياء
- القيامة وقصار السور

### الأناشيد والموشحات والأغاني
- أشرق فيومك ساطع بسام (مقام بياتي)
- أدخل على قلبي المسرة والفرح (مقام بياتي)
- ته دلالا فأنت أهل لذاكا (مقام هُزام)
- خلياني ولوعتي وغرامي (مقام رست)
- السعد أقبل (مقام نهاوند)
- هتف الطير بتحلال الصبا (مقام حجاز)
- أهلاً بغزال (مقام صبا)
- أنعم بوصلك (مقام بياتي)
- سل يا أخا البدر (مقام عجم)
- يا نسيم الصبا (مقام حجاز)
- فيا جيرة الشعب اليماني (مقام سيكا)
- طلع البدر علينا (مقام هُزام)
- شكوت لخاله لما جفاني (مقام بياتي)

وبعض التواشيح الأخرى، بعضها مطبوع على شرائط شركة (صوت القاهرة).